# Konkurs Piosenki Eurowizji
Konkurs Piosenki Eurowizji (ang. Eurovision Song Contest, w skrócie ESC, fr. Concours Eurovision de la chanson, potocznie Eurowizja) – telewizyjne widowisko muzyczne organizowane od 1956, składające się z prezentacji „na żywo” utworów wykonywanych przez przedstawicieli publicznych stacji telewizyjnych zrzeszonych w Europejskiej Unii Nadawców (EBU) oraz następującego po nim głosowania, które jest zwieńczone wręczeniem pamiątkowej statuetki wykonawcy zwycięskiej piosenki i występem laureata.
Konkurs Piosenki Eurowizji jest najpopularniejszym z najdłużej trwających programów telewizyjnych na świecie, a także jednym z najchętniej oglądanych niesportowych wydarzeń międzynarodowych na świecie. Wydarzenie corocznie ogląda ok. 100–600 mln widzów. W 2015 widowisko zostało wpisane do księgi rekordów Guinnessa jako „najdłużej transmitowany coroczny konkurs muzyczny w historii”. Konkurs transmitowany jest w większości krajów europejskich oraz w wielu innych państwach świata, takich jak Brazylia, Chiny, Egipt, Filipiny, Hongkong, Indie, Japonia, Jordania, Kanada, Kolumbia, Korea Południowa, Meksyk, Nowa Zelandia, Portoryko, Stany Zjednoczone, Tajlandia, Tajwan, Urugwaj czy Wenezuela, mimo że krajowi nadawcy z tych państw nie biorą udziału w konkursie. Od 2000 konkurs transmitowany jest także przez Internet.
Po udziale w Konkursie Piosenki Eurowizji międzynarodową karierę muzyczną rozpoczęło wielu artystów, m.in.: Domenico Modugno, Julio Iglesias, Lulu, ABBA, Céline Dion, Brotherhood of Man, Al Bano i Romina Power, Conchita Wurst, Duncan Laurence i Måneskin.
Część uczestników Konkursu Piosenki Eurowizji pojawiała się w nim więcej niż raz podczas różnych edycji wydarzenia w mniejszych lub większych odstępach czasowych. Aktualny rekord pod kątem przerwy między występami na Konkursie Piosenki Eurowizji należy do Justyny Steczkowskiej z Polski – wynosi on 30 lat z dokładnością co do dnia, tj. od 13 maja 1995 do 13 maja 2025.
W 2005 z okazji 50-lecia istnienia konkursu pojawiły się plany zorganizowania Światowego Konkursu Piosenki Eurowizji. Pomysł ostatecznie odrzucono, zamiast tego EBU we współpracy z duńską telewizją przygotowała koncert Gratulacje: 50 lat Konkursu Piosenki Eurowizji, podczas którego wybrano najlepszą piosenkę w historii konkursu (został nią przebój „Waterloo” zespołu ABBA).
Ostatnia edycja konkursu odbyła się w 2025 w Bazylei (Szwajcaria). Finał konkursu tej edycji wygrał JJ, reprezentant Austrii z piosenką „Wasted Love”. Kolejna edycja odbędzie się w 2026 w Austrii.

## Początki
W połowie lat 50. XX wieku członkowie Europejskiej Unii Nadawców (EBU) ustanowili komitet, którego celem było opracowanie wizji programu rozrywkowego jednoczącego i realizowanego wspólnie przez kraje europejskie. W marcu 1954 brytyjski aktor Michael Brennan wyszedł z inicjatywą organizacji konkursu piosenki, w którym o wynikach decydowaliby regionalni jurorzy, a wyniki prezentowane byłyby na tablicy punktacyjnej. Pomysł przerodził się w Festiwal Brytyjskich Piosenek Pop, który po raz pierwszy odbył się 7 maja 1956.
W styczniu 1955 w Monako komitet pod przewodnictwem szefa telewizji szwajcarskiej Marcela Bezençona przedstawił pomysł powołania konkursu piosenki wzorowanego na Festiwalu Piosenki Włoskiej w San Remo. 19 października podczas Walnego Zgromadzenia EBU w Rzymie podjęto decyzję, że pierwszy Konkurs Piosenki Eurowizji, znany wówczas jako Eurovision Grand Prix, zostanie zorganizowany wiosną 1956 w Lugano. Pierwszy konkurs odbył się 24 maja i był emitowany głównie przez publiczne rozgłośnie radiowe, z kolei kilku nadawców telewizyjnych dodatkowo transmitowało całe widowisko.
Nazwę Grand Prix zaadaptowano z francuskojęzycznej nazwy konkursu Le Grand-Prix Eurovision de la Chanson Européenne. Grand Prix zastąpiono francuskim słowem Concours (konkurs). Nazwę Eurowizja wymyślił w 1951 George Campey, używając zwrotu w artykule dla brytyjskiej gazety „Evening Standard”, w którym opisywał działalność europejskich telewizji. Pomimo że „Eurowizja” to międzynarodowa sieć telewizyjna informująca o wielu muzycznych i sportowych programach organizowanych przez EBU, to nazwa kojarzona jest najbardziej z konkursem piosenki.

## Format konkursu

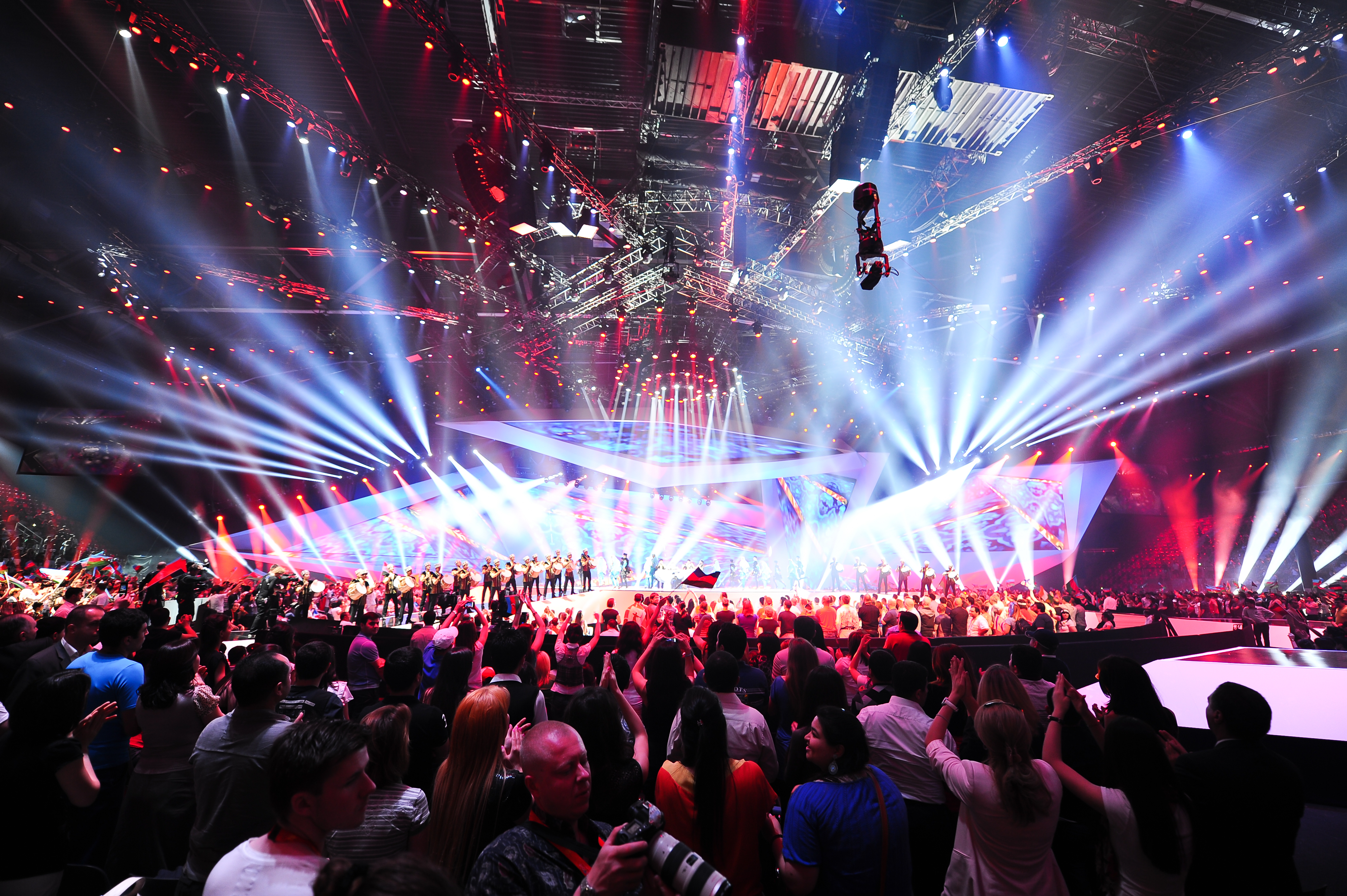
Publiczność Konkursu Piosenki Eurowizji, maj 2012

Do udziału w Konkursie Piosenki Eurowizji może zgłosić się nadawca publiczny każdego państwa, które jest pełnoprawnym członkiem EBU. Do konkursu można zgłosić jeden oryginalny utwór reprezentujący dowolny gatunek muzyczny. Konkurs organizowany jest w jednym z uczestniczących krajów. Piosenki prezentowane są podczas koncertu transmitowanego w telewizji, a po części konkursowej rozpoczyna się kilkunastominutowe głosowanie. Dawniej głosy przyznawali członkowie komisji sędziowskiej powoływanej przez nadawców publicznych, z kolei w latach 1998–2008 zwycięzcę wybierali telewidzowie za pomocą telefonów i SMS-ów. Od 2009 głosują i widzowie, i jurorzy wyłaniani przez nadawców publicznych. Na podstawie wyników głosowania przedstawiciele z poszczególnych państw ogłaszają liczbę punktów przyznanych najwyżej ocenionym piosenkom. Od 1975 punktami nagradza się 10 najwyżej ocenionych piosenek, przy czym najlepsza otrzymuje 12 punktów, kolejna – 10 pkt, a pozostałe od 8 do 1 pkt. Po zsumowaniu wszystkich punktacji prowadzący ogłaszają zwycięzcę, który otrzymuje statuetkę i ponownie prezentuje swój utwór na scenie. Nadawca publiczny, którego reprezentant zwyciężył w finale, ma prawo do organizacji kolejnego finału.
Koncerty konkursowe prowadzi zazwyczaj jeden lub więcej prowadzących. Każdy koncert rozpoczyna się od występu otwarcia (ang. opening act), a w czasie poświęconym na głosowanie telewidzów prezentowany jest pokaz artystyczny (tzw. interval act). Oficjalnym utworem konkursu jest preludium do utworu „Te Deum” Marca-Antoine’a Charpentiera. Koncerty rozpoczynają się zwykle o godz. 21:00 czasu środkowoeuropejskiego letniego, niezależnie od strefy czasowej, gdzie położone jest państwo organizujące konkurs.
W latach 2004–2008 konkurs składał się z dwóch koncertów; podczas półfinału 10 piosenek przechodziło do finału, w którym konkurowały z 14 innymi utworami (zakwalifikowanymi do finału na podstawie wyników punktowych krajów osiągniętych w poprzednich latach). Od 2008 organizowane są dwa półfinały, z czego jeden odbywa się we wtorek, a drugi – w czwartek. W sobotę odbywa się koncert finałowy, w którym biorą udział reprezentanci ponad 20 krajów: po 10 uczestników z każdego półfinału, kraj-organizator oraz państwa z grupy tzw. Wielkiej Piątki (do 2011 – Wielkiej Czwórki), czyli kraje płacące najwyższe składki członkowskie na rzecz EBU, tj. Niemcy, Francja, Hiszpania, Wielka Brytania i Włochy (od 2011).

## Państwa w Konkursie Piosenki Eurowizji
przynajmniej raz wzięły udział w konkursie
     wzięły udział w konkursie jako część innego państwa, ale nigdy samodzielnie
     nigdy nie wzięły udziału, choć mają taką możliwość
     wyraziły chęć udziału, ale później zrezygnowały

     Mapa Europejskiej Strefy Nadawców – państwa z zaznaczonym terytorium mogą ubiegać się o udział w konkursie

Kraje, które:
przynajmniej raz wzięły udział w konkursie
wzięły udział w konkursie jako część innego państwa, ale nigdy samodzielnie
nigdy nie wzięły udziału, choć mają taką możliwość
wyraziły chęć udziału, ale później zrezygnowały

Możliwość udziału w Konkursie Piosenki Eurowizji ma nadawca publiczny, który jest aktywnym członkiem Europejskiej Unii Nadawców. Za aktywnego członka EBU uznaje się nadawcę, który znajduje się w państwie należącym do Rady Europy bądź położonym na terenie Europejskiej Strefy Nadawców, której terytorium ustalane jest przez Międzynarodowy Związek Telekomunikacyjny:

„Europejska Strefa Nadawców” rozgraniczona jest na zachodzie od zachodniej granicy Regionu 1 i na wschodzie przez południk 40° na wschód od Greenwich oraz na południu przez równoleżnik 30°, obejmując północną część Arabii Saudyjskiej i tę część krajów, które sąsiadują z basenem Morza Śródziemnego. Dodatkowo, do Europejskiej Strefy Nadawców zaliczają się także: Armenia, Azerbejdżan, Gruzja oraz te części terytorium Iraku, Jordanii, Syrii, Turcji i Ukrainy, które leżą poza wyżej wymienionymi granicami.

Aktywne uczestnictwo w Konkursie Piosenki Eurowizji nie jest zależne od geograficznego położenia kraju, na co wskazywałby przedrostek „euro-” w nazwie wydarzenia. W konkursie brało lub bierze udział także kilka państw spoza granic Europy: Izrael i Armenia (Azja Zachodnia), Maroko (Afryka Północna), a także kraje transkontynentalne, których tylko część powierzchni należy do Europy, tj. Turcja, Rosja, Gruzja czy Azerbejdżan.
W dotychczasowej historii konkursu wzięły udział w sumie 52 państwa. Poniższa tabela prezentuje kraje wraz z rokiem debiutu w konkursie:

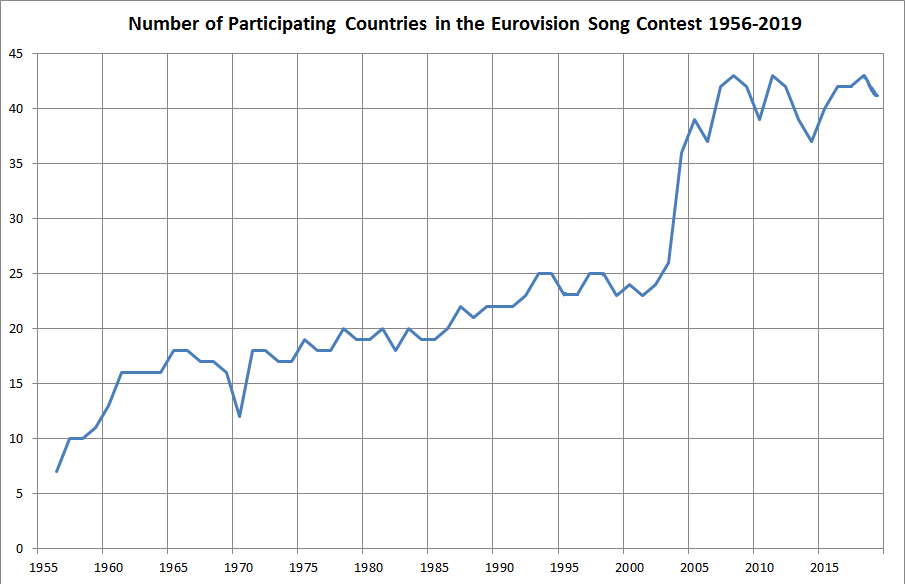
Infografika prezentująca liczbę krajów biorących udział w poszczególnych konkursach (w latach 1956–2020)

| Rok  | Państwa debiutujące                                               |
| ---- | ----------------------------------------------------------------- |
| 1956 | Belgia, Francja, Holandia, Luksemburg, Niemcy, Szwajcaria, Włochy |
| 1957 | Austria, Dania, Wielka Brytania                                   |
| 1958 | Szwecja                                                           |
| 1959 | Monako                                                            |
| 1960 | Norwegia                                                          |
| 1961 | Finlandia, Hiszpania, Jugosławia                                  |
| 1964 | Portugalia                                                        |
| 1965 | Irlandia                                                          |
| 1971 | Malta                                                             |
| 1973 | Izrael                                                            |
| 1974 | Grecja                                                            |
| 1975 | Turcja                                                            |
| 1980 | Maroko                                                            |
| 1981 | Cypr                                                              |
| 1986 | Islandia                                                          |
| 1993 | Bośnia i Hercegowina, Chorwacja, Słowenia                         |
| 1994 | Estonia, Litwa, Polska, Rosja, Rumunia, Słowacja, Węgry           |
| 1998 | Macedonia Północna                                                |
| 2000 | Łotwa                                                             |
| 2003 | Ukraina                                                           |
| 2004 | Albania, Andora, Białoruś, Serbia i Czarnogóra                    |
| 2005 | Bułgaria, Mołdawia                                                |
| 2006 | Armenia                                                           |
| 2007 | Czechy, Czarnogóra, Gruzja, Serbia                                |
| 2008 | Azerbejdżan, San Marino                                           |
| 2015 | Australia                                                         |

## Organizacja

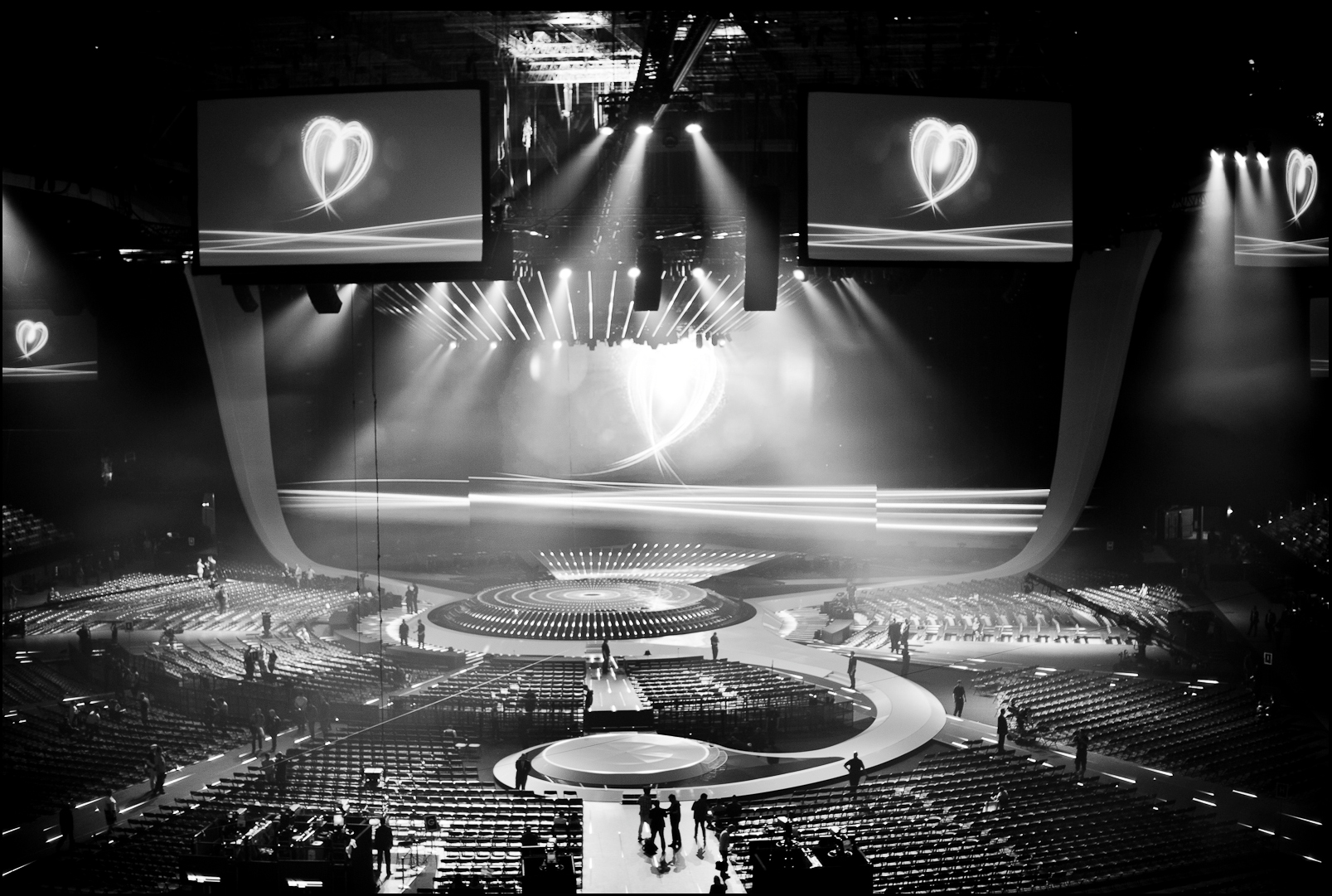
Scena 56. Konkursu Piosenki Eurowizji w Esprit Arena, maj 2011

Znaczna część kosztów poświęconych na przygotowanie konkursu pokrywana jest przez komercyjnych sponsorów oraz składki wpłacane przez kraje uczestniczące w widowisku. Stacje telewizyjne biorące udział w konkursie wnoszą opłatę za prawo do transmisji, a wysokość składek uzależniona jest od liczby ludności danego kraju oraz wysokości dochodu narodowego. W związku z wpłacaniem najwyższych składek przez nadawców z Niemiec, Francji, Hiszpanii, Wielkiej Brytanii i Włoch, reprezentanci tych krajów mają zapewnione miejsce w finale jako tzw. Wielka Piątka. Pieniądze do budżetu organizacyjnego wpływają również w formie subwencji rządowych oraz od sponsorów, a także ze środków własnych stacji telewizyjnej.

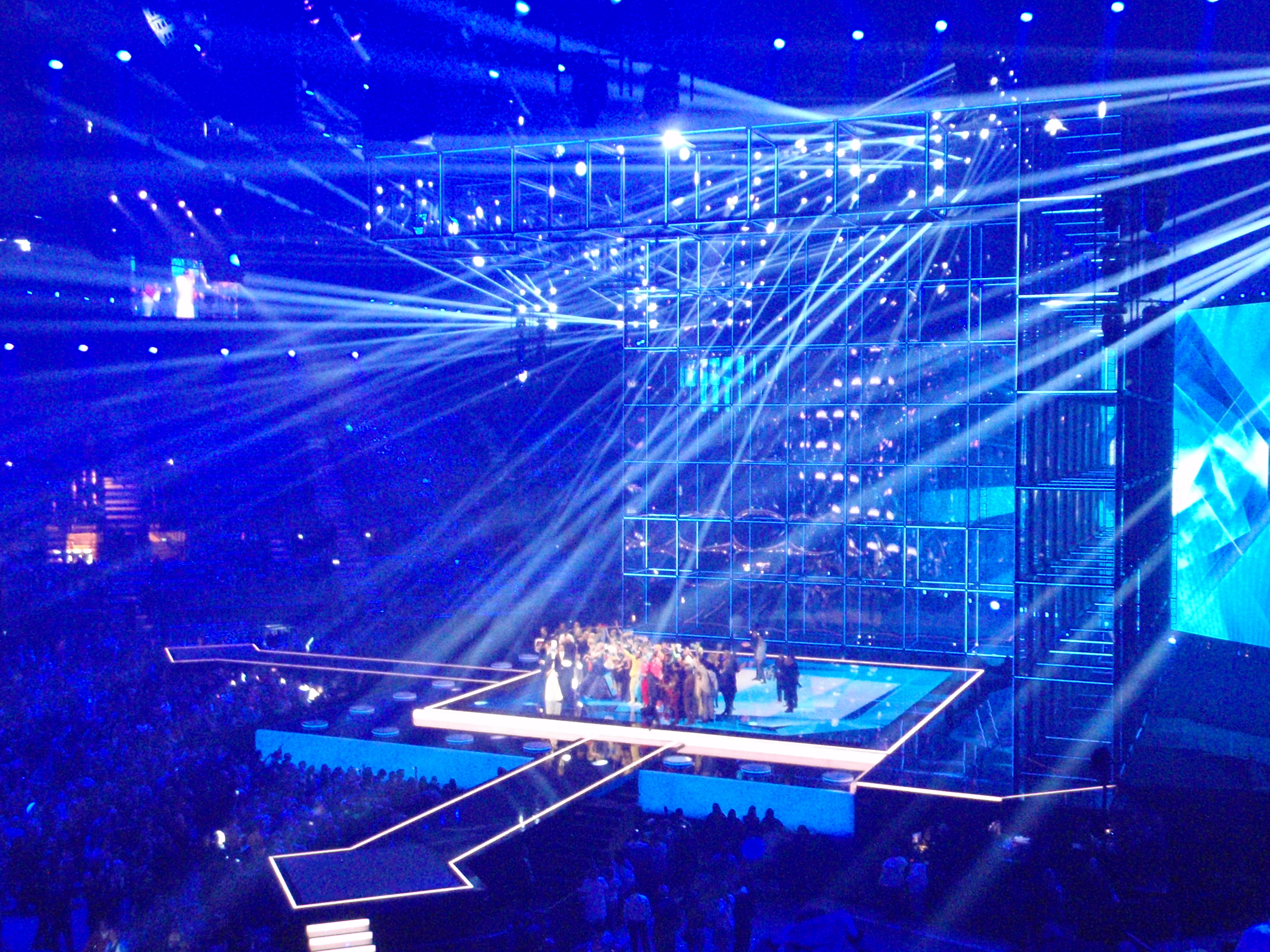
Scena 58. Konkursu Piosenki Eurowizji w B&W Hallerne w Kopenhadze, 2014

Konkurs często postrzegany jest jako okazja do promocji państwa organizatora jako atrakcji turystycznej. Koszty z przygotowania widowiska zwracają się organizatorowi m.in. dzięki reklamie oraz wpływom ze sprzedaży biletów i gadżetów eurowizyjnych sprzedawanych w trakcie wydarzenia. W związku z organizacją 50. Konkursu Piosenki Eurowizji w 2005, latem tego roku Ukraina zniosła obowiązek posiadania wiz dla turystów z Unii Europejskiej.
Miastem organizującym konkurs jest zazwyczaj stolica państwa, które otrzymało prawo przygotowania wydarzenia. Największymi scenami konkursowymi w historii wydarzenia były: hala Parken w Kopenhadze (która pomieściła ok. 38 tys. ludzi podczas konkursu w 2001) oraz Esprit Arena w Düsseldorfie (która pomieściła ok. 36,5 tys. osób podczas konkursu w 2011). Najmniejszym pod względem terytorium miastem-organizatorem było Millstreet, w którym odbył się 34. Konkurs Piosenki Eurowizji w 1993 – liczba mieszkańców wsi wynosi ok. 1,5 tys. mieszkańców, hala Green Glens Arena może pomieścić natomiast ponad 8 tys. ludzi. Przy wyborze miasta, w którym odbędzie się konkurs, brana jest pod uwagę także liczebność hoteli oraz obiektów prasowych w okolicy miejsca organizacji wydarzenia.

### Kraj organizator
Po zorganizowaniu dwóch pierwszych konkursów w Szwajcarii i Niemczech EBU zdecydowała, że kraj, który wygra kolejny konkurs, będzie miał prawo do przygotowania wydarzenia w kolejnym roku. Konkurs w 1957 wygrała Holandia, a krajowy nadawca przejął odpowiedzialność za organizację następnego finału. W historii konkursu jedynie sześciokrotnie zdarzyło się, aby kraj wygrywający konkurs nie podjął się przygotowania wydarzenia w kolejnym roku:
- konkurs w 1960 został zorganizowany w Londynie przez brytyjskiego nadawcę BBC po tym, jak Holandia, zwycięzca z 1959, odmówiła przygotowania widowiska z powodów finansowych; Wielka Brytania została wybrana na organizatora kolejnego widowiska, ponieważ zajęła drugie miejsce w finale poprzedniego konkursu[45]
- konkurs w 1963 został zorganizowany w Londynie przez BBC po tym, jak Francja, zwycięzca z 1962, odmówiła przygotowania widowiska z powodów finansowych; Wielka Brytania została wybrana na organizatora kolejnego widowiska, ponieważ Monako i Luksemburg, które zajęły kolejno drugie i trzecie miejsce w finale poprzedniego konkursu, także nie podjęły się organizacji[46]
- konkurs w 1972 został zorganizowany w Edynburgu przez BBC po tym, jak Monako, zwycięzca z 1971, odmówiła przygotowania widowiska z powodu braku odpowiedniej hali; Wielka Brytania została wybrana na organizatora kolejnego widowiska, otrzymując na to zgodę od monakijskiej telewizji[47]
- konkurs w 1974 został zorganizowany przez BBC w Brighton po tym, jak Luksemburg, zwycięzca z 1973, odmówił przygotowania widowiska z powodów finansowych[48]
- konkurs w 1980 został zorganizowany w Hadze przez holenderskiego nadawcę Nederlandse Omroep Stichting (NOS) po tym, jak Izrael, zwycięzca z 1979, odmówił przygotowania widowiska z powodów finansowych; Holandia zaoferowała się do przygotowania konkursu po tym, jak kilku innych nadawców odmówiło organizacji[49]
- konkurs w 2023 został zorganizowany w Liverpoolu przez BBC po tym, jak Ukraina, zwycięzca z 2022, nie mogła sprostać wymaganiom organizacji ze względu na obawy związane z bezpieczeństwem związane z rosyjską inwazją; Wielka Brytania została wybrana na organizatora kolejnego widowiska, ponieważ zajęła drugie miejsce w finale poprzedniego konkursu[50]

### Oficjalne logo i slogan konkursu

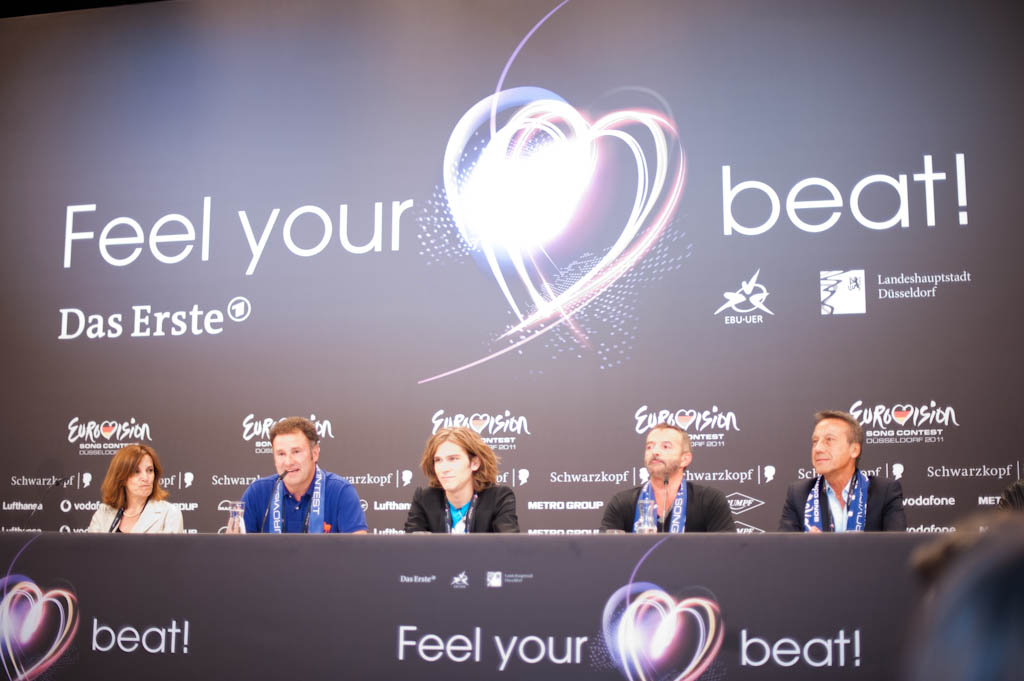
Amaury Vassili na tle sloganu 56. Konkursu Piosenki Eurowizji (2011)

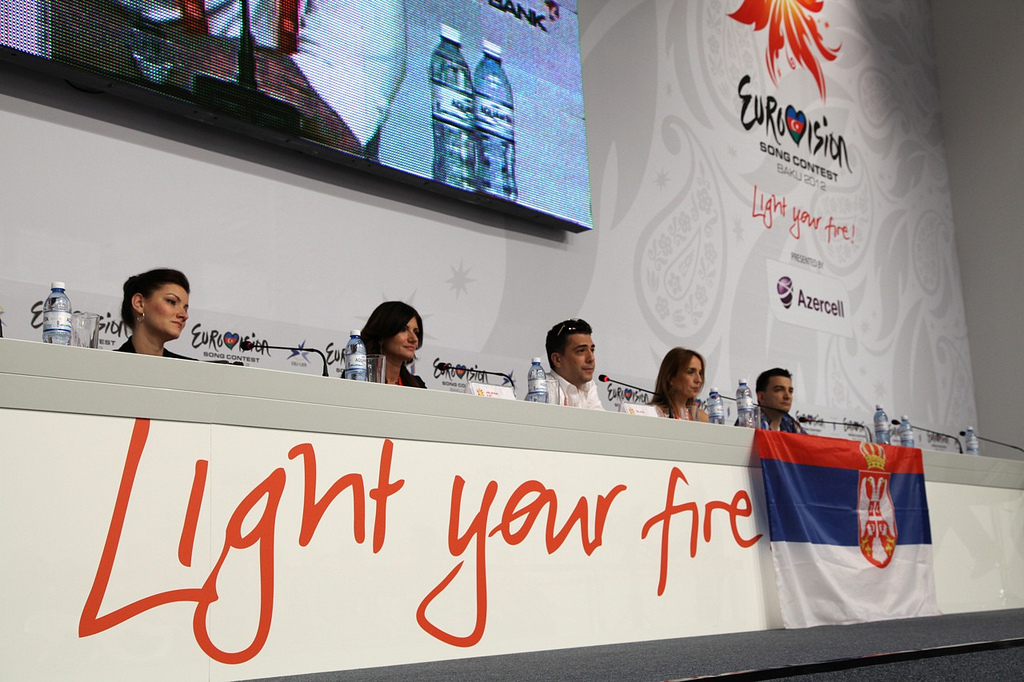
Slogan 57. Konkursu Piosenki Eurowizji (2012)

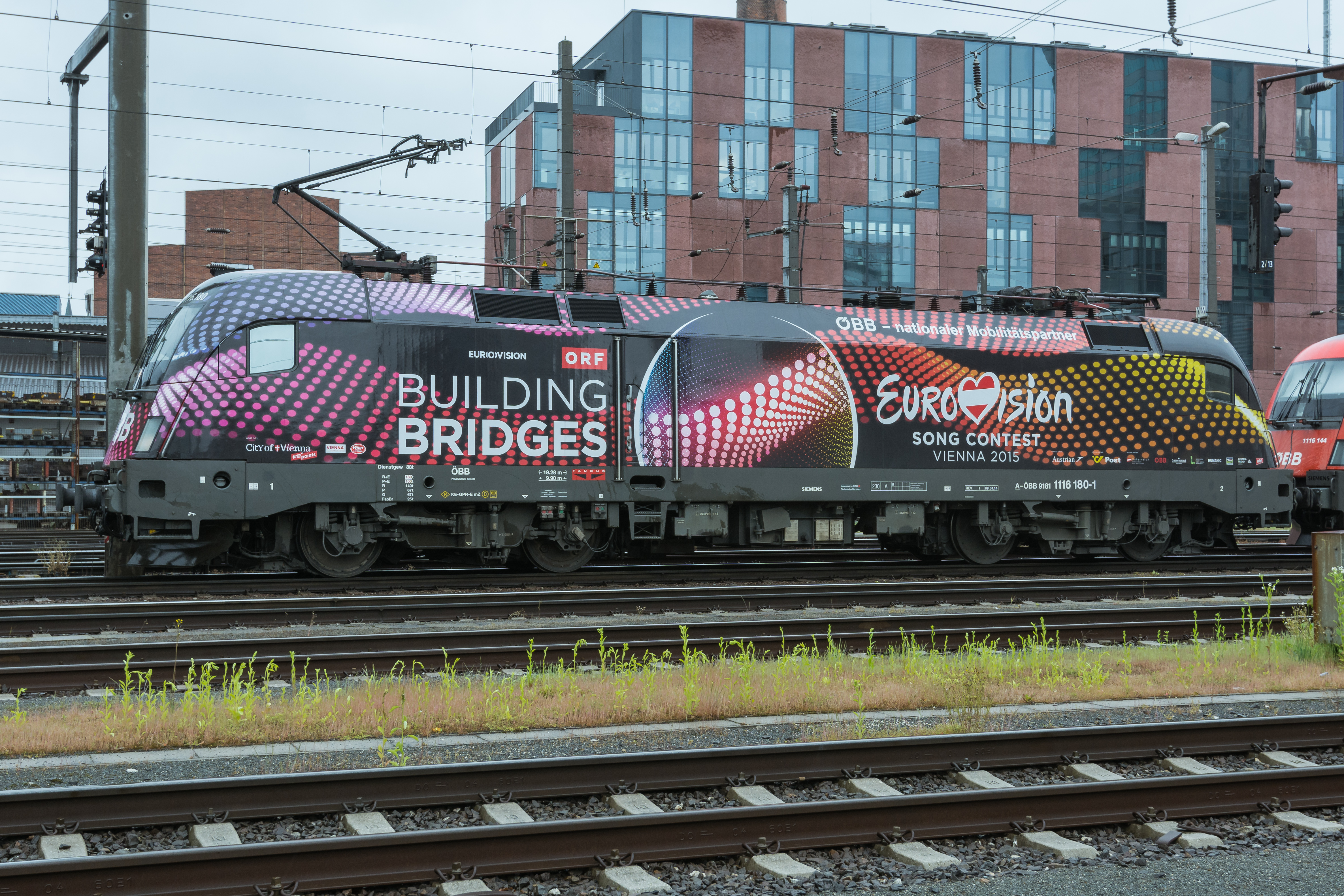
Lokomotywa ze sloganem 60. Konkursu Piosenki Eurowizji (2015)

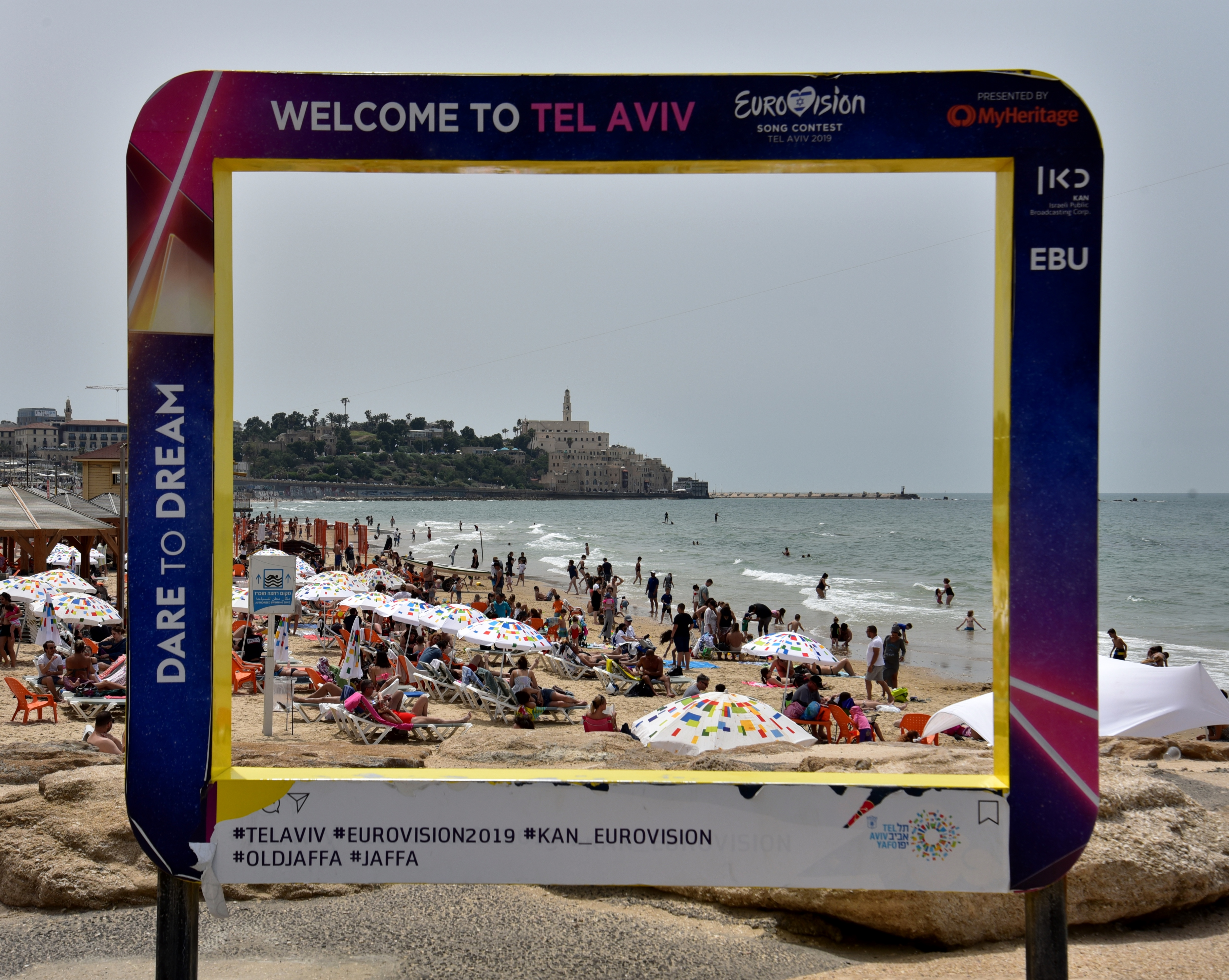
Instalacja plażowa ze sloganem 64. Konkursu Piosenki Eurowizji (2019)

Do 2004 organizator konkursu proponował oryginalny, indywidualny logotyp wydarzenia. W styczniu 2004 EBU zaprezentowała uniwersalne logo Konkursu Piosenki Eurowizji, którym został napis Eurovision z sercem „reprezentującym emocje wydarzenia” umieszczonym na miejscu litery v. W 2014 logo zostało odnowione przez Cornelisa Jacobsa i jego współpracowników z Cityzen Agency.
Od 2002 do 2023 każdy konkurs (z wyjątkiem konkursu w 2009) miał slogan, który ustalany był przez nadawcę-organizatora. W listopadzie 2023 EBU ogłosiła, że kolejne konkursy będą miały uniwersalny slogan United by Music.
| Rok     | Miasto gospodarza | Slogan                |
| ------- | ----------------- | --------------------- |
| 2002    | Tallinn           | A Modern Fairytale    |
| 2003    | Ryga              | Magical Rendezvous    |
| 2004    | Stambuł           | Under the Same Sky    |
| 2005    | Kijów             | Awakening             |
| 2006    | Ateny             | Feel the Rhythm!      |
| 2007    | Helsinki          | True Fantasy          |
| 2008    | Belgrad           | Confluence of Sound   |
| 2009    | Moskwa            | brak                  |
| 2010    | Oslo              | Share the Moment!     |
| 2011    | Düsseldorf        | Feel Your Heart Beat! |
| 2012    | Baku              | Light Your Fire!      |
| 2013    | Malmö             | We Are One            |
| 2014    | Kopenhaga         | #JoinUs               |
| 2015    | Wiedeń            | Building Bridges      |
| 2016    | Sztokholm         | Come Together         |
| 2017    | Kijów             | Celebrate Diversity   |
| 2018    | Lizbona           | All Aboard!           |
| 2019    | Tel Awiw-Jafa     | Dare to Dream         |
| 2020    | Rotterdam         | Open Up               |
| 2021    | Rotterdam         | Open Up               |
| 2022    | Turyn             | The Sound of Beauty   |
| od 2023 | różne             | United by Music       |

### Tydzień eurowizyjny

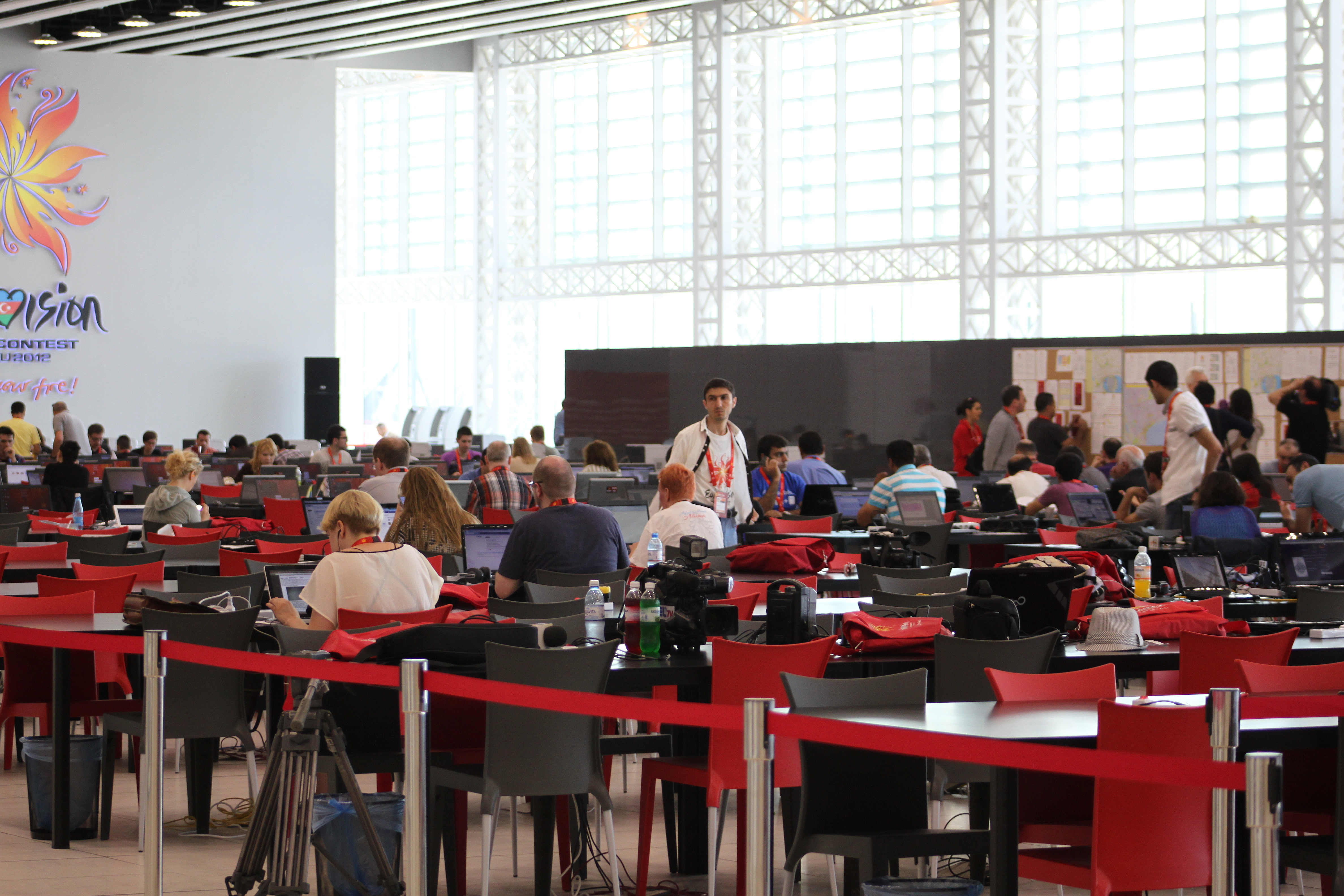
Centrum prasowe 57. Konkursu Piosenki Eurowizji 2012 w Baku

Terminem „tydzień eurowizyjny” określa się dni poprzedzające sobotni finał konkursu. Wówczas trwają ostatnie przygotowania do Konkursu Piosenki Eurowizji, próby techniczne reprezentantów, próby kamerowe, generalne i właściwe koncerty konkursowe. Próby odbywają się kilka dni przed koncertami konkursowymi, równolegle organizowane są też konferencje prasowe z udziałem reprezentantów. Próbom przyglądają się akredytowani dziennikarze oraz fani konkursu zgromadzeni w centrum prasowym bądź w sali, w której odbywają się przygotowania.
Każda delegacja wyznacza przewodniczącego (szefa delegacji), którego zadaniem jest zgłoszenie do organizatorów krajowego reprezentanta, a także koordynacja promocji uczestnika i planowanie działań delegacji. W skład delegacji wchodzą zazwyczaj, poza reprezentantami: tancerze, muzycy, kompozytorzy, autorzy tekstów, przedstawiciele lokalnej prasy i komentator (każdy nadawca może zaprosić własnego komentatora radiowego i/lub telewizyjnego; mają oni specjalne pomieszczenia za miejscem dla publiczności, gdzie komentują występy dla krajowej telewizji).

#### Próby i konferencje prasowe
Próby generalne do konkursu rozpoczynają się na kilkanaście dni przed pierwszym koncertem jurorskim. Od 2004 próby sceniczne odbywają się dwa tygodnie przed koncertem. Reprezentanci występujący w pierwszym półfinale odbywają próby od niedzieli do środy, a występujący w drugim półfinale – od czwartku do niedzieli. Uczestnicy z krajów mających zagwarantowane miejsce w finale odbywają próby w sobotę i niedzielę.
Po zakończeniu prób delegacje spotykają się z dyrektorem artystycznym konkursu w tzw. video viewing roomie, w którym omawiają nagrania z próby i dyskutują o szczegółach technicznych transmisji, np. ustawieniu kamer i świateł. Po spotkaniu delegacja uczestniczy w konferencji prasowej, na której przedstawiciele mediów i fanów mogą zadawać pytania. Konferencje prasowe odbywają się równolegle z próbami kolejnych reprezentantów.
Przed półfinałami organizowane są trzy próby generalne. Dwie z nich odbywają się dzień przed konkursem (jedna po południu, a druga wieczorem), a trzecia po południu, tuż przed koncertem transmitowanym w telewizji. Kasy biletowe umożliwiają kupno biletów zarówno na koncert główny, jak i na próby generalne. Taki sam harmonogram prób obowiązuje przed finałem konkursu (dwie próby w piątek oraz jedna w sobotę, przed koncertem).
Drugie próby generalne (przed półfinałami i finałem) są oglądane przez jurorów ze wszystkich krajów biorących udział w danym koncercie. Wtedy to komisja ocenia uczestników i przyznaje im punkty, które później są sumowane i w stosunku 50:50 (wraz z głosowaniem widzów podczas na żywo) brane pod uwagę podczas koncertów głównych. Tym samym wszelkie pomyłki podczas koncertów transmitowanych w telewizji nie mają wpływu na ocenę jury.

#### Imprezy towarzyszące

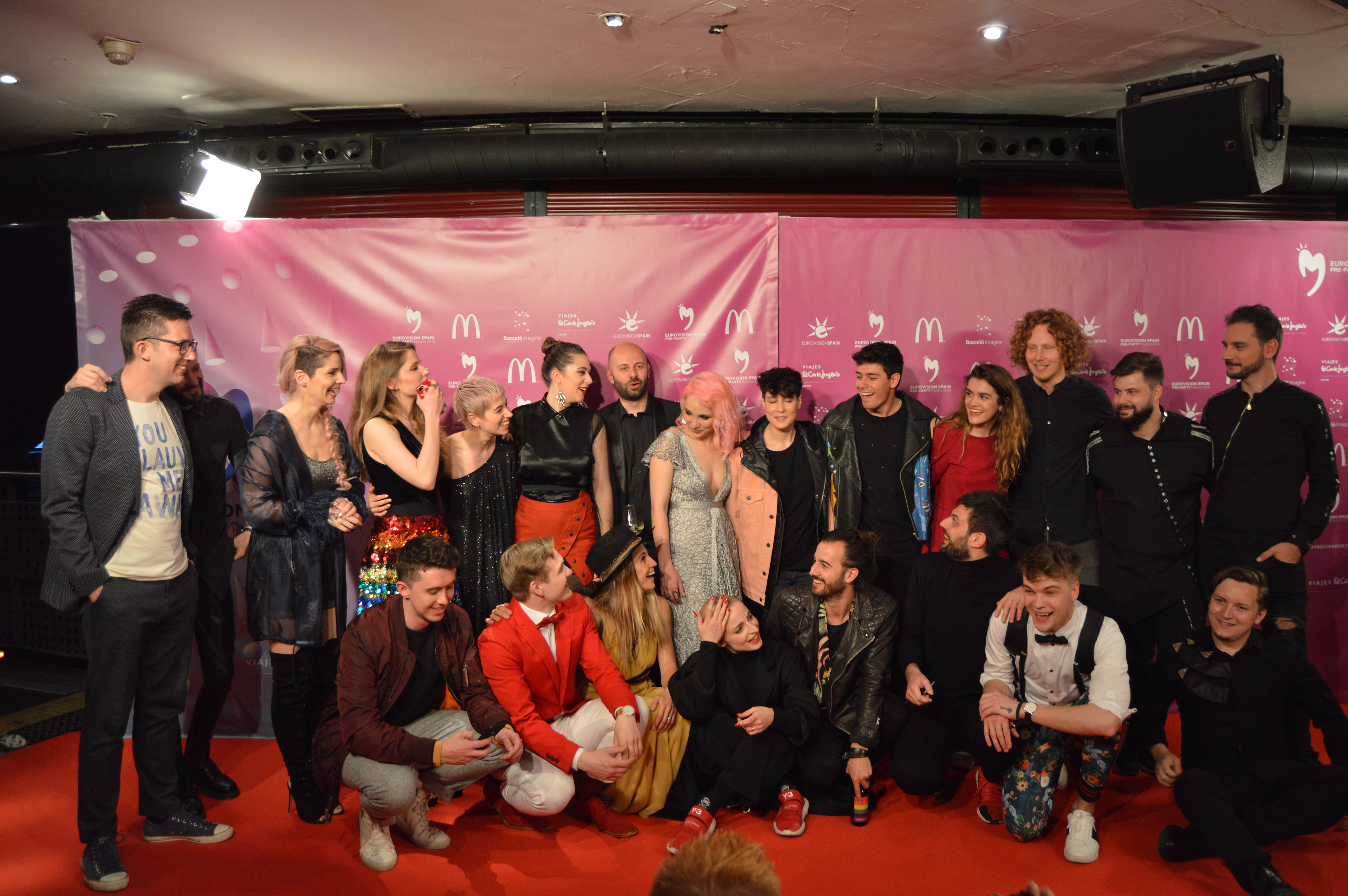
Uczestnicy koncertu PrePartyES w Madrycie (2018)

W miesiącach poprzedzających finał Eurowizji w kilku państwach odbywają się oficjalne imprezy promocyjne z udziałem m.in. uczestników bieżącej lub poprzednich edycji konkursu (a czasem również finalistów krajowych eliminacji), tj. Eurovision in Concert w Amsterdamie (od 2008), London Eurovision Party w Londynie (od 2008), Israel Calling w Tel Awiwie (od 2016), PrePartyES w Madrycie (od 2017), Barcelona Eurovision Party w Barcelonie (od 2022) i Polish Eurovision Party w Warszawie (od 2023).
W poniedziałkowy wieczór poprzedzający finał konkursu tworzona jest tzw. wioska eurowizyjna (ang. Eurovision village), w której administracja miasta świętuje organizację Eurowizji. Na przyjęcie zapraszani są delegacje biorące udział w konkursie oraz publiczność. Spotkaniu towarzyszy muzyka na żywo, serwowane jest jedzenie i napoje, a czasem odbywa się również pokaz fajerwerków.
Organizatorzy zapewniają wszystkim delegacjom i akredytowanym dziennikarzom cowieczorne imprezy w tzw. euroclubie, w których po zakończeniu półfinałów i finału organizowane jest tzw. afterparty.

## Zasady konkursu

### Muzyka na żywo

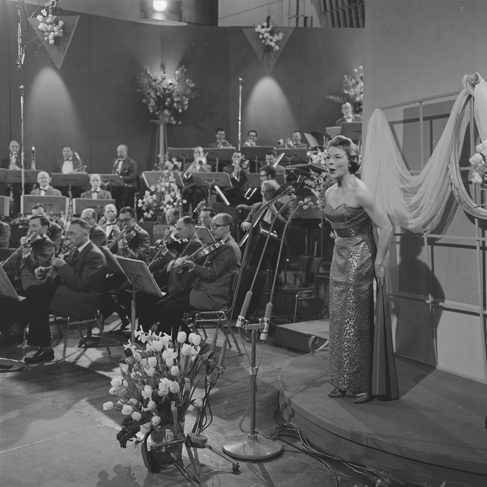
Orkiestra podczas 3. Konkursu Piosenki Eurowizji, marzec 1958

Każdy utwór zgłoszony do stawki konkursowej musi trwać ok. trzech minut, a podczas prezentacji na żywo może ją zaprezentować na scenie maksymalnie sześć osób. Wykonawcy muszą mieć ukończone 16 lat najpóźniej w dniu finału. Nie ma ograniczenia dotyczącego gatunku muzycznego, w jaki ma być nagrany konkursowy utwór. Pierwsza publiczna emisja lub publikacja fonograficzna piosenki nie może odbyć się wcześniej niż 1 września roku poprzedzającego konkurs.
Podczas występu wykonawcy muszą śpiewać na żywo, a podkład instrumentalny nie może zawierać żadnych wokali wspierających. W 1999 po prezentacji utworu „Marija Magdalena” przez Doris Dragović z Chorwacji zawierał dźwięki brzmiące podobnie do ludzkiego głosu, co krajowa delegacja twierdziła, że były to komputerowo zsyntetyzowane dźwięki zastępujące śpiew. EBU zdecydowała, że delegacja naruszyła regulamin konkursu, dlatego odjęła krajowi 33% przyznanych głosów zliczanych do pięcioletniej średniej, uwzględnianej przy kwalifikacji do konkursu w kolejnych latach. W 2020 EBU zdecydowała o jednorazowym zniesieniu zakazu wcześniej nagranych partii wokalnych w podkładzie muzycznym, co tłumaczono chęcią przetestowania takiego rozwiązania oraz zminimalizowania ryzyka zakażeniem koronawirusem przez chórzystów podczas Konkursu Piosenki Eurowizji w 2021. Zasada obowiązywała również podczas konkursu w 2022.
W latach 1956–1998 kraj współorganizujący konkurs musiał zaangażować w wydarzenie orkiestrę grającą na żywo. Do 1973 utwory konkursowe musiały być zagrane przez zespół muzyczny, w kolejnych latach dozwolone było wykorzystanie z nagranych wcześniej podkładów instrumentalnych, jednak nadal obowiązkowe dla organizatora było zapewnienie uczestnikom dostępu do orkiestry, a w przypadku użycia podkładu muzycznego wszystkie instrumenty nagrane na ścieżkę musiały zostać zaprezentowane na scenie podczas występu konkursowego, co zostało zniesione w 1997. Od 1999 decyzja o zatrudnieniu orkiestry należała do nadawcy przygotowującego konkurs. Izraelska telewizja Israel Broadcasting Authority (IBA), organizator konkursu w 1999, zrezygnowała z zaproszenia orkiestry, co było kontynuowane przez kolejne lata. Od tamtej pory wszystkie utwory konkursowe prezentowane są przy wykorzystaniu podkładu muzycznego.

### Język

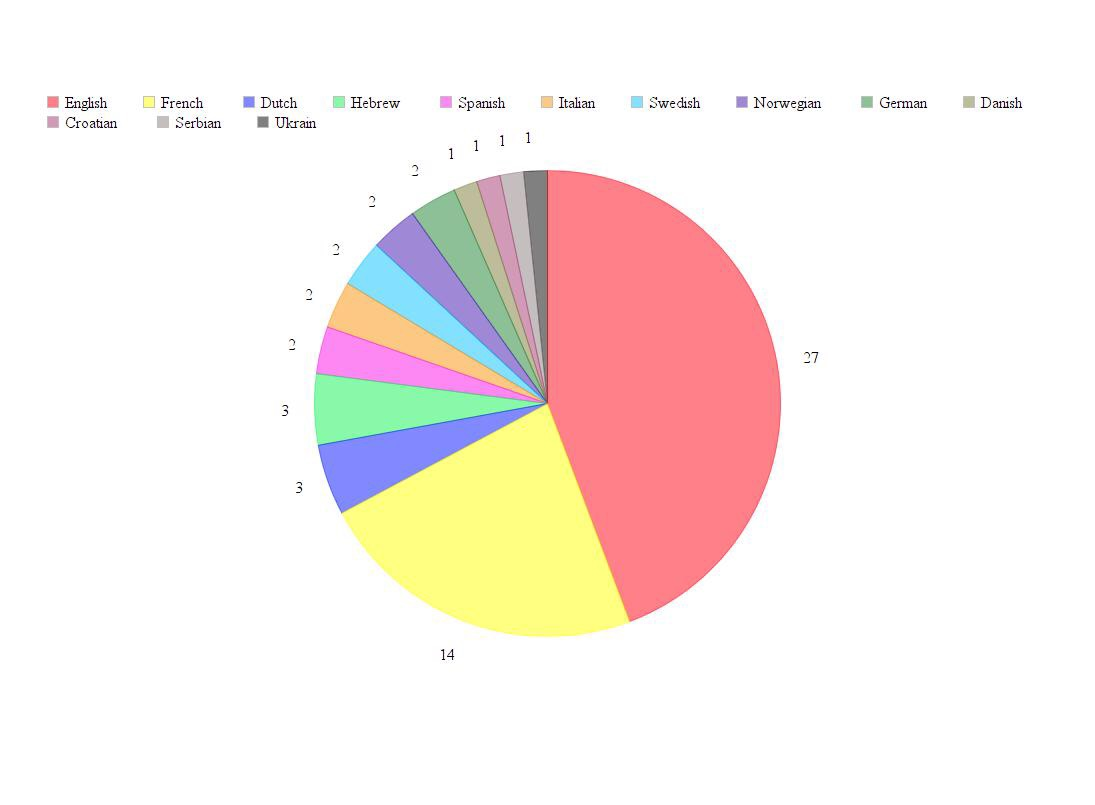
Infografika przedstawiająca zwycięskie piosenki pod względem języka, w którym zostały nagrane

Wszystkie utwory konkursowe muszą zawierać partie wokalne. Pierwotnie każda piosenka musiała także zostać wykonana w ojczystym języku kraju, który reprezentowała. Na przestrzeni lat zasada ta ulegała zmianom; w latach 1956–1965 nie istniał żaden punkt regulaminowy ustalający konieczność śpiewania w języku narodowym. Po tym, jak podczas konkursu w 1965 utwór reprezentujący Szwecję („Absent Friend”) został zaśpiewany w języku angielskim, w kolejnym roku wprowadzona została zasada, że każda kompozycja musi zostać przedstawiona w jednym z oficjalnych języków urzędowych danego kraju.
Obowiązek śpiewania utworu w języku narodowym został zniesiony w 1973, kiedy to każdy reprezentant mógł zaśpiewać utwór w dowolnym języku. Na konkurs w 1977 EBU przywróciła zasadę prezentacji piosenki w języku ojczystym, z której zwolnieni zostali uczestnicy z Niemiec i Belgii, których konkursowe propozycje, napisane w języku angielskim, zostały wybrane przed ogłoszeniem regulaminu; w finale reprezentanci obu krajów zaprezentowali utwory po angielsku. W 1999 zdecydowano się na całkowite zniesienie zasady dotyczącej języków, w jakich prezentowane są piosenki konkursowe. W 2003 podczas konkursu po raz pierwszy została zaprezentowana piosenka w języku sztucznym – był to utwór „Sanomi”, który zajął drugie miejsce w finale Eurowizji 2003.

### Głosowanie

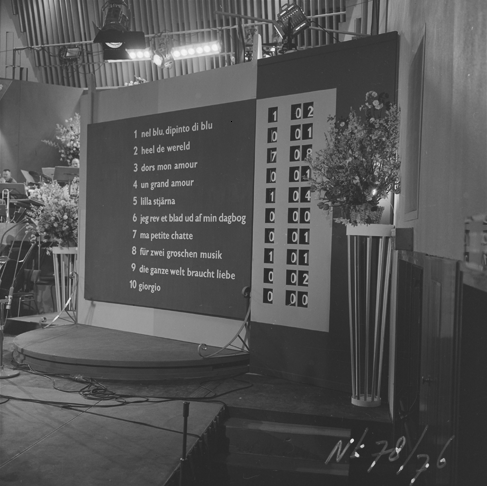
Tabela głosowania podczas finału 3. Konkursu Piosenki Eurowizji 1958

System głosowania używany w konkursie zmieniał się na przestrzeni lat. Obecnie obowiązującą metodę przyznawania głosów zaczęto stosować od 1975: każdy kraj przyznaje punkty dziesięciu najwyżej ocenionym przez siebie krajom, od 12 punktów dla najlepszej propozycji, 10 pkt dla piosenki z drugiego miejsca i od 8 do 1 dla kolejnych ośmiu utworów w rankingu (tzw. „skala eurowizyjna”). W przeszłości oceny przyznawały krajowe komisje jurorskie powoływane przez nadawców publicznych. W 1997 pięć krajów (Austria, Szwajcaria, Niemcy, Szwecja i Wielka Brytania) po raz pierwszy umożliwiło oddawanie głosów telewidzom. Eksperyment okazał się sukcesem, a od 1998 wszystkie państwa korzystają z głosowania telefonicznego. Komisje jurorskie wciąż przyznawały własne punkty, ale były one brane pod uwagę jedynie w przypadku wystąpienia problemów technicznych z przekazaniem wyników głosowania telewidzów. W późniejszych latach głosy zaczęły być przyjmowane również za pomocą wiadomości SMS.
W 2009 EBU wprowadziła nową metodę zliczania punktów, uwzględniającą zarówno głosy telewidzów, jak i jurorów, sumując oba rankingi w stosunku głosów 50:50. W latach 2009–2012 każdy kraj powoływał pięcioosobową komisję składającą się z ludzi związanych z branżą muzyczną, a każdy z członków przyznawał indywidualnie punkty w tzw. „skali eurowizyjnej”, które następnie były sumowane, by dziesięciu uczestników z najwyższą liczbą punktów mogło otrzymać punkty w „skali eurowizyjnej”. Analogicznie tworzono rankingi telewidzów. Ostateczny ranking punktów z danego kraju powstawał po zsumowaniu punktów od jurorów i telewidzów. W latach 2013–2015 zmodyfikowano zasady głosowania: jurorzy głosowali w sposób indywidualny, szeregując uczestników od najlepszego do najgorszego (gdzie 1 punkt przyznawany był najlepszemu występowi wg danego jurora), następnie wyciągana była średnia not jurorskich, a najmniejsza wartość średniej była równoznaczna z uzyskaniem pierwszego miejsca w rankingu (w przypadku remisu wyższą pozycję otrzymywał uczestnik, który miał wystawioną wyższą najniższą pozycję jednego z członków komisji). Analogicznie tworzony był ranking głosowania telewidzów – uczestnicy byli szeregowani od najlepszego do najgorszego na podstawie liczby głosów w danym kraju. Z obu rankingów tworzona była średnia, według której powstała punktacja. W przypadku remisu decydowała pozycja w głosowaniu telewidzów. Od 2016 rankingi nie są sumowane, ale prezentowane oddzielnie, od 2023 roku o wynikach w półfinałach decydują tylko telewidzowie.
Od 1964 głosowanie telefoniczne nadzorowane jest przez skrutinera, który jest jednocześnie kierownikiem wykonawczym z ramienia EBU odpowiedzialnym za prawidłowy przebieg podawania punktów. Funkcję kierownika wykonawczego konkursu sprawowali:
- Miroslav Vilcek (1964–1965)
- Clifford Brown (1966–1977)
- Frank Naef (1978–1992)
- Christian Clausen (1993–1995)
- Christine Marchal-Ortiz (1996, 1998–2002)[87][88]
- Marie-Claire Vionnet (1997)
- Sarah Yuen (2003)
- Svante Stockselius (2004–2010)[89]
- Jon Ola Sand (2011–2020)
- Martin Österdahl (2021-2025)[90]

### Rozstrzyganie remisów
W 1969 cztery z 16 krajów biorących udział w 14. Konkursie Piosenki Eurowizji, tj. Francja, Hiszpania, Holandia i Wielka Brytania, zdobyły tę samą, najwyższą liczbę 18 punktów. Ówczesny regulamin nie rozstrzygał remisu, dlatego zwycięzcami zostały wszystkie cztery kraje. Decyzja wywołała niezadowolenie wśród pozostałych krajów uczestniczących, które groziły bojkotem konkursu. W efekcie Finlandia, Norwegia, Szwecja i Portugalia nie wzięły udziału w konkursie w 1970. By uniknąć podobnych sytuacji w przyszłości, EBU wprowadziła zasadę rozstrzygającą remis: w przypadku tej samej liczby punktów wygrywa kraj, któremu jakiekolwiek punkty przyznała większa liczba państw. W przypadku nierozstrzygnięcia remisu pod uwagę bierze się łączną liczbę najwyższych not (12 pkt), a potem – kolejnych (tj. 10, 8, 7-1), aż do wyłonienia zwycięzcy. Ostatnim punktem rozstrzygnięcia remisu jest numer startowy remisujących reprezentantów: wyższe miejsce zajmuje kraj, który wystąpił wcześniej podczas koncertu. Podobna zasada obowiązuje także przy rozstrzyganiu remisów na innych miejscach.
Od 1969 do jedynego remisu na pierwszym miejscu doszło w finale konkursu w 1991, kiedy Szwecja i Francja zdobyły po 146 punktów. Ówczesne zasady nie brały pod uwagę liczby krajów, które oddały jakiekolwiek punkty na remisujące piosenki, tylko liczbę przyznanych „12”, potem kolejnych not. O zwycięstwie Szwecji zdecydowała liczba otrzymanych „10”, choć gdyby wziąć pod uwagę współczesne zasady rozstrzygania remisów, zwyciężyłaby Francja.

## Zwycięzcy poszczególnych konkursów
Od 1956 zorganizowano 68 konkursów, a każdy koncert finałowy wygrywał jeden reprezentant (z wyjątkiem widowiska w 1969, kiedy to pierwsze miejsce z taką samą liczbą punktów zajęły aż cztery reprezentacje: Francji, Holandii, Hiszpanii i Wielkiej Brytanii). Pierwszy konkurs wygrała Lys Assia, reprezentantka Szwajcarii z utworem „Refrain”.
Wygranie Konkursu Piosenki Eurowizji zapewniło międzynarodową karierę i rozgłos wielu wykonawcom. Finał konkursu w 1974 wygrał szwedzki zespół ABBA z utworem „Waterloo”. Piosenka trafiła na czołowe miejsca na listach przebojów w wielu krajach, m.in. w Wielkiej Brytanii, Niemczech, Australii i Stanach Zjednoczonych. Konkurs w 1988 wygrała Céline Dion, reprezentantka Szwajcarii z utworem „Ne partez pas sans moi”, która po zwycięstwie otrzymała możliwość nagrywania utworów poza granicami kraju, a kilka lat później rozpoczęła międzynarodową karierę.
W najnowszej historii konkursu odnotować można zwycięstwa artystów, takich jak Alexander Rybak, Lena Meyer-Landrut, Loreen, Conchita Wurst, Måns Zelmerlöw, Duncan Laurence czy Måneskin.
Krajami z największą liczbą wygranych są Irlandia i Szwecja, które po siedem razy zwyciężały w konkursie. Dwie wygrane Irlandii zapewnił Johnny Logan, który do 2023 był jedynym artystą, który wygrał konkurs więcej niż raz oraz jest jedynym trzykrotnym zwycięzcą konkursu w historii; zajął pierwsze miejsce w finale konkursów w 1980 (z utworem „What's Another Year”) i 1987 (z „Hold Me Now”), a także był autorem piosenki „Why Me?” Lindy Martin, która wygrała konkurs w 1992. Dwie wygrane Szwecji zapewniła Loreen, która jest jedyną kobietą w historii, która dwukrotnie zwyciężyła w konkursie – w 2012 i 2023.

## Krytyka
Na podstawie statystyk i obserwacji głosowania w konkursie można zaobserwować, że niektóre kraje zazwyczaj głosują w podobny sposób. Przez lata wykształcił się styl oceniania państw głównie według m.in. popularności wykonawców w danym regionie geograficznym, poglądów politycznych, sympatii między narodami bądź ustaleń między przedstawicielami nadawców. O najwyższych notach decyduje również duża liczebność mniejszości narodowych w poszczególnych krajach, co spowodowało, że konkurs niekiedy jest postrzegany przez media jako „polityczny”, podczas którego państwa zazwyczaj wymieniają się punktami ze swoimi sąsiadami: Estonia, Łotwa, Białoruś, Armenia i Gruzja z Rosją, Cypr z Grecją, Rumunia z Mołdawią oraz kraje skandynawskie między sobą, co często wynika również z podobnych upodobań muzycznych w regionach. Podczas podawania punktacji ujawnia się również głosowanie licznych mniejszości narodowych: Turcja często otrzymywała punkty od Niemiec, Holandii, Belgii, Francji, Wielkiej Brytanii oraz Azerbejdżanu i odwrotnie, Irlandia głosowała na Litwę i Polskę. O istnieniu problemu z politycznym głosowaniem wypowiedziało się m.in. kilku uczestników konkursu, w tym Sertab Erener (zwyciężczyni konkursu w 2003), James Fox, Max Mutzke, Lisa Andreas czy Tie-Break (uczestnicy konkursu w 2004), Engelbert Humperdinck i Bonnie Tyler (reprezentanci Wielkiej Brytanii w konkursie w 2012 i 2013), Donatan (reprezentant Polski w 2014) czy Gunvor Guggisberg (reprezentantka Szwajcarii w 1998), a także m.in. Terry Wogan, brytyjski komentator konkursu w latach 1980–2008.
Po wygranej austriackiej drag queen Conchity Wurst w finale 59. Konkursu Piosenki Eurowizji w 2014 konkurs był szeroko krytykowany za rzekome propagowanie homoseksualizmu i "ideologii" gender. Rosyjscy internauci domagający się zakazania występu Wurst w konkursie określali wydarzenie jako „siedlisko sodomii wszczęte przez liberałów europejskich”. Rosyjscy krytycy muzyczni Artiemij Troicki i Michaił Margolis, komentując zwycięstwo Wurst, uznali je za „dość naturalne, biorąc pod uwagę fakt, że konkurs Eurowizji od dawna (...) jest szczególnie lubiany w środowisku gejowskim”. Tomasz Terlikowski stwierdził, że „śpiew nie ma znaczenia, liczy się tylko pokazanie, że normalność, męskość i kobiecość nie istnieją, i że każda patologia może liczyć na wygraną w każdym konkursie, jeśli tylko będzie przedstawiać się jako uciemiężona mniejszość, albo odmieniec”.